# Michael Mullen
Michael Glenn "Mike" Mullen, född 4 oktober 1946 i Los Angeles, Kalifornien, är en pensionsavgången amerikansk amiral i Förenta staternas flotta. Mullen var USA:s försvarschef (Chairman of the Joint Chiefs of Staff) från 1 oktober 2007 till 1 oktober 2011. I rollen som försvarschef var han den främste yrkesmilitäre rådgivaren till presidenten, försvarsministern och nationella säkerhetsrådet, samt ordförande för Joint Chiefs of Staff.

## Biografi
Mullen växte upp i Los Angeles där fadern var verksam som Hollywood-agent. Mullen utexaminerades 1968 från anrika United States Naval Academy, och den fortsatta karriären inriktades på ytstridstjänstgöring. Han deltog i Vietnamkriget.
1985 tog han en masterexamen i operationsanalys vid Naval Postgraduate School i Monterey, Kalifornien och han har även genomgått högre managementutbildning vid Harvard Business School.
Mullen har varit fartygschef för tre örlogsfartyg: tankfartyget USS Noxubee (AOG-56), jagaren USS Goldsborough (DDG-20), samt för kryssaren USS Yorktown (CG-48). 
Som flaggman var Mullen också befälhavare för hangarfartyget USS George Washingtons stridsgrupp samt därefter befäl över Andra flottan. 
Han har tjänstgjort vid direktoratet inom försvarsministerns kansli för operativa tester och utvärderingar. Mullen var vice chef för flottan (Vice Chief of Naval Operations) mellan augusti 2003 och oktober 2004. Efter den tjänstgöringen hade han dubbel tjänst som befälhavare för Nato:s södra kommando (Allied Joint Force Command Naples) samt befälhavare för United States Naval Forces Europe.
Mullen var chef för USA:s flotta (Chief of Naval Operations) mellan den 22 juli 2005 och fram till den 29 september 2007.
Försvarsminister Robert Gates tillkännagav den 8 juni 2007 att han rekommenderade president George W. Bush att nominera Mullen att efterträda marinkårsgeneralen Peter Pace som försvarschef. Senaten godkände Mullen som försvarschef den 3 augusti 2007 och han svors in i ämbetet den 1 oktober samma år. Förordnandet som försvarschef löpte på två år i sänder. 
Amiral Mullen åternominerades av president Barack Obama på Gates' rekommendation och han godkändes enhälligt av senaten den 25 september 2009 och påbörjade sin andra ämbetsperiod den 1 oktober. Amiral Mullen introducerade under sin tid som försvarschef både officiella facebook och twitter konton. 
Under 2010 uttalade Mullen stöd för att avskaffa "Don't ask, don't tell". I september 2011 certifierade Mullen och försvarsminister Leon Panetta i enlighet med bestämmelser i lagen som upphävde det tidigare förbudet att militären var redo för det.
Han efterträddes som försvarschef den 1 oktober 2011 av armégeneralen Martin Dempsey.

## Befordringsdatum
| Ensign      | Lieutenant JG | Lieutenant  | Lieutenant Commander | Commander   | Captain          | Rear Admiral (LH) | Rear Admiral | Vice Admiral      | Admiral         |
| O-1         | O-2           | O-3         | O-4                  | O-5         | O-6              | O-7               | O-8          | O-9               | O-10            |
| ----------- | ------------- | ----------- | -------------------- | ----------- | ---------------- | ----------------- | ------------ | ----------------- | --------------- |
|             |               |             |                      |             |                  |                   |              |                   |                 |
| 5 juni 1968 | 5 juni 1969   | 1 juli 1971 | 1 oktober 1977       | 1 juni 1983 | 1 september 1989 | 1 april 1996      | 5 mars 1998  | 21 september 2000 | 28 augusti 2003 |